# لارس باک
لارس باک (انگلیسی: Lars Bak؛ زادهٔ ۱۶ ژانویهٔ ۱۹۸۰)  دوچرخه‌سوار اهل دانمارک است.
از باشگاه‌هایی که در آن بازی کرده‌است می‌توان به تیم لوتو–سودال، تیم تینکوف، و اچ‌تی‌سی-هایرود اشاره کرد.